# 인정부두
"인정부두"는 한국에서 제작된 이만흥 감독의 1960년 영화이다. 김웅 등이 주연으로 출연하였고 배운철 등이 제작에 참여하였다.

## 출연

### 주연
- 김웅
- 김현수
- 황해

## 기타
- 조명: 김영달
- 녹음: 최칠복
- 미술: 김세라